# Cryptolabis (Cryptolabis) luteicosta
Cryptolabis (Cryptolabis) luteicosta is een tweevleugelige uit de familie steltmuggen (Limoniidae). De soort komt voor in het Neotropisch gebied.